# Bombardierung eines Wohnquartiers in Tschernihiw
Die Bombardierung von Tschernihiw bezeichnet die am 3. März 2022 stattgefundenen Luftangriffe auf ein Wohnquartier in der Stadt Tschernihiw (Oblast Tschernihiw) während des russischen Überfalls auf die Ukraine. Bei dem Angriff starben 47 Zivilisten. Die Menschenrechtsorganisation Amnesty International sagt, dass der Luftangriff ein russisches Kriegsverbrechen darstellen könnte und einer „der tödlichsten [Angriffe], den die Menschen in der Ukraine bisher ertragen mussten“.

## Hintergründe
Die Stadt Tschernihiw befindet sich etwa 150 Kilometer nördlich von der Hauptstadt Kiew. Am 24. Februar begann die Belagerung der Stadt durch die russische Armee. Am 4. April 2022 zogen die russischen Truppen ab und hinterließen ein vermintes Gebiet. Am selben Tag zogen die ukrainischen Streitkräfte in die Stadt ein.

## Hergang
Bei dem Luftangriff zwischen 12:15 Uhr und 12:16 Uhr Ortszeit (UTC+3) fielen mindestens acht Bomben auf einen Platz zwischen den Straßen Viacheslava Chornovola und Kruhova, bei denen es sich mutmaßlich um Fliegerbomben vom Typ FAB-500 M62 handelte. Bei dem Angriff starben 47 Menschen. Satellitenbilder des 28. Februars sowie Aussagen von Zeugen deuten darauf hin, dass mutmaßlich eine Menschenschlange vor einer Essensausgabe bei der Attacke getroffen wurde. Die Dashcam eines Autofahrers, der zufällig in der Nähe war, filmte den Bombeneinschlag.

## Untersuchung
Die Menschenrechtsorganisation Amnesty International untersuchte den Angriff und kam zum Schluss, dass es sich um ein Kriegsverbrechen handeln könnte.
Auch Human Rights Watch (HRW) nahm Stellung zu dem Vorfall. Die Organisation fand keine Hinweise auf ein „bedeutendes [militärisches] Ziel in oder in der Nähe der Kreuzung, als sie getroffen wurde, [...] was auf einen möglicherweise vorsätzlichen oder rücksichtslosen wahllosen Angriff hindeutet“. HRW forderte den Internationalen Strafgerichtshof und die Untersuchungskommission der Vereinten Nationen auf, zu entscheiden, ob ein Kriegsverbrechen stattgefunden habe, um die Verantwortlichen zur Rechenschaft zu ziehen.

## Weiterer Beschuss Mitte März
Am 14. März erschienen Meldungen von Bombenangriffen auf die Stadtwerke, wodurch neben der Tötung von vier Menschen die Wasserversorgung unterbrochen und ein Gasspeicher beschädigt wurde. Der Gouverneur Wjatscheslaw Tschaus berichtete am 17. März, Leichen von 53 Opfern russischer Angriffe seien im Laufe eines Tages geborgen worden, 10 Menschen starben in einer Schlange vor einer Bäckerei.